# FreeCell (Windows)
FreeCell е компютърна игра, включена в Microsoft Windows.

## История
Първата версия на играта е създадена от Пол Алфъл през 1987 г. за системата PLATO. Разработчикът на Microsoft Джим Хорн, който научил за играта от системата PLATO, създал версия с цветна графика за Windows. Първо е включена в добавката Win32s като проба, а след това и в Microsoft Entertainment Pack Volume 2 и The Best of Microsoft Entertainment Pack. Въпреки всичко, играта си останала непопулярна до нейното вграждане в Windows 95.

## Изиграване на игрите
Има около 8x1067 различни комбинации с разположението на картите. Въпреки това някои игри са много подобни. Като се вземат факторите за тази подобност, като например малки промени като разменени колони от карти, има около 1,75x16 64 уникални игри.
Оригиналният Microsoft FreeCell пакет включва около 32 000 игри, генерирани от 15-битов псевдослучаен генератор. Тези игри са познати като Microsoft 32 000. Следващите версии на Microsoft FreeCell включват повече игри, някои над милион, като оригиналните са винаги сред тях. Всички игри от Microsoft 32 000 са изиграни с изключение на #11982, която изглежда е неразрешима.
И до днешните версии в оригиналния помощен файл има следното изказване: „Вярва се (въпреки че не е доказано), че всяка игра от предоставените тук може да се спечели.“ Изказването обаче не важи за две скрити игри във FreeCell.

### Проектът Internet FreeCell
Когато играта Microsoft FreeCell станала много популярна през 90-те години на XX в., все още не било ясно кои от 32 000 игри не могат да бъдат спечелени. За да се разясни това, Дейв Ринг стартирал проекта Internet FreeCell и приема предизвикателството да изиграе всички игри с помощта на хора-играчи. Ринг избирал по 100 последователни игри за играчите доброволци и събирал от тях игрите, които те докладвали като нерешими, за да ги прехвърли към други играчи, които да се опитат да ги решат. Проектът завършил през октомври 1995 г., като само една игра не могла да бъде спечелена – #11 982.

### Игри, които не могат да бъдат спечелени
В играта има 8 игри, които не могат да се изиграят: #11 982 (единствената от Microsoft 32 000); #146,692; #186,216; #455,889; #495,505; #512,118; #517,776 и #781,948. Продължително проучване показва, че тези игри могат да се решат с пет полета за освобождаване на карти (free cell), а не с четири. Ейдриън Етлингър, използвайки софтуера на Дон Уд за решаване на игри, проучил следващите 10 милиона игри. От тях 130 не могат да се спечелят без пето поле. Райън Л. Милър, с чужда помощ, проучил следващите 100 милиона игри, като резултатите показват, че не могат да се решат общо 1282. Това значи, че FreeCell има коефициент от 99.999% успеваемост при спечелване на игрите.
|  | Тази страница частично или изцяло представлява превод на страницата Freecell (Windows) в Уикипедия на английски. Оригиналният текст, както и този превод, са защитени от Лиценза „Криейтив Комънс – Признание – Споделяне на споделеното“, а за съдържание, създадено преди юни 2009 година – от Лиценза за свободна документация на ГНУ. Прегледайте историята на редакциите на оригиналната страница, както и на преводната страница, за да видите списъка на съавторите. ВАЖНО: Този шаблон се отнася единствено до авторските права върху съдържанието на статията. Добавянето му не отменя изискването да се посочват конкретни източници на твърденията, които да бъдат благонадеждни. |